# Oliver Anthony
Christopher Anthony Lunsford, který vystupuje pod jménem Oliver Anthony, je americký country písničkář. V srpnu 2023 vydal singl „Rich Men North of Richmond“ (Bohatí muži na sever od Richmondu).

## Život
Oliver Anthony zakoupil v roce 2019 zalesněný pozemek poblíž městečka Farmville, nedaleko Richmondu ve Virginii. V srpnu 2023 žil v obytném přívěsu na tomto nezasíťovaném pozemku, kde hodlá farmařit. Na vycházkách jej doprovázejí tři němečtí ovčáci.

## Dílo
Ve svých písních se vrací ke kořenům amerického country stylu.
Prvním singlem byla píseň „Aint Gotta Dollar“ (Nemám ani dolar) nahraná na youtube a vydaná jako datový proud v září roku 2022.
Autor v ní nachází radost a útěchu prostého života, dokud jeho náklaďák funguje a dokud dokáže udělat víno z révy místní odrůdy (muskadin). Dle Antonyho mu posluchači sdělovali, jak s nimi píseň silně rezonovala. Billy Dukes z Taste of Country zařadil „Aint Gotta Dollar“ jako čtvrtou nejlepší píseň Olivera Anthonyho.
Od září 2022 do srpna 2023 zveřejnil asi tucet písní zachycených na mobilním telefonu. Mezi nimi například „I Want To Go Home“ (Chtěl bych domů) a „I've Got to Get Sober“ (Musím vystřízlivět). Poslední z této řady byla 1. srpna polovina písně „Rich Men North of Richmond“.
V srpnu 2023 vydal singl „Rich Men North of Richmond“ (Bohatí muži na sever od Richmondu), který se umístil na 1. místě žebříčku Billboard Hot 100, čímž se Anthony stal prvním umělcem, který debutoval na vrcholu žebříčku bez jakéhokoli jiného předchozího záznamu. Daniel Anýž v komentáři označil píseň jako „zatraceně dobrý song.“ Jan Kriso se domnivá, že Anthony je hlasem části Ameriky, části, která není dostatečně trendy, není správně diverzifikovaná a inkluzivní, části, ve které se lidé dělí na muže a ženy, a která má strašnou spoustu svých problémů, jež na sever od Richmondu nikoho nezajímají.